# Basilanvliegenvanger
De basilanvliegenvanger (Ficedula basilanica) is een vogelsoort uit de familie van de muscicapidae (vliegenvangers). 

## Verspreiding
De Basilanvliegenvanger komt alleen voor in de Filipijnen en telt twee ondersoorten:
- F. b. samarensis: de oostelijk-centrale Filipijnen.
- F. b. basilanica: de zuidelijke Filipijnen.